# طائر الجنة الإمبراطوري
طائر الجنة الإمبراطوري (الاسم العلمي Paradisaea guilielmi)، طائر من طائر الفردوس وفصيلة الفردوسيات. موطنه بابوا غينيا الجديدة. موائله الطبيعية التلال الغابية في شبه جزيرة الهون. قوته الفواكه والمفصليات.